# 約瑟普·戈麥斯

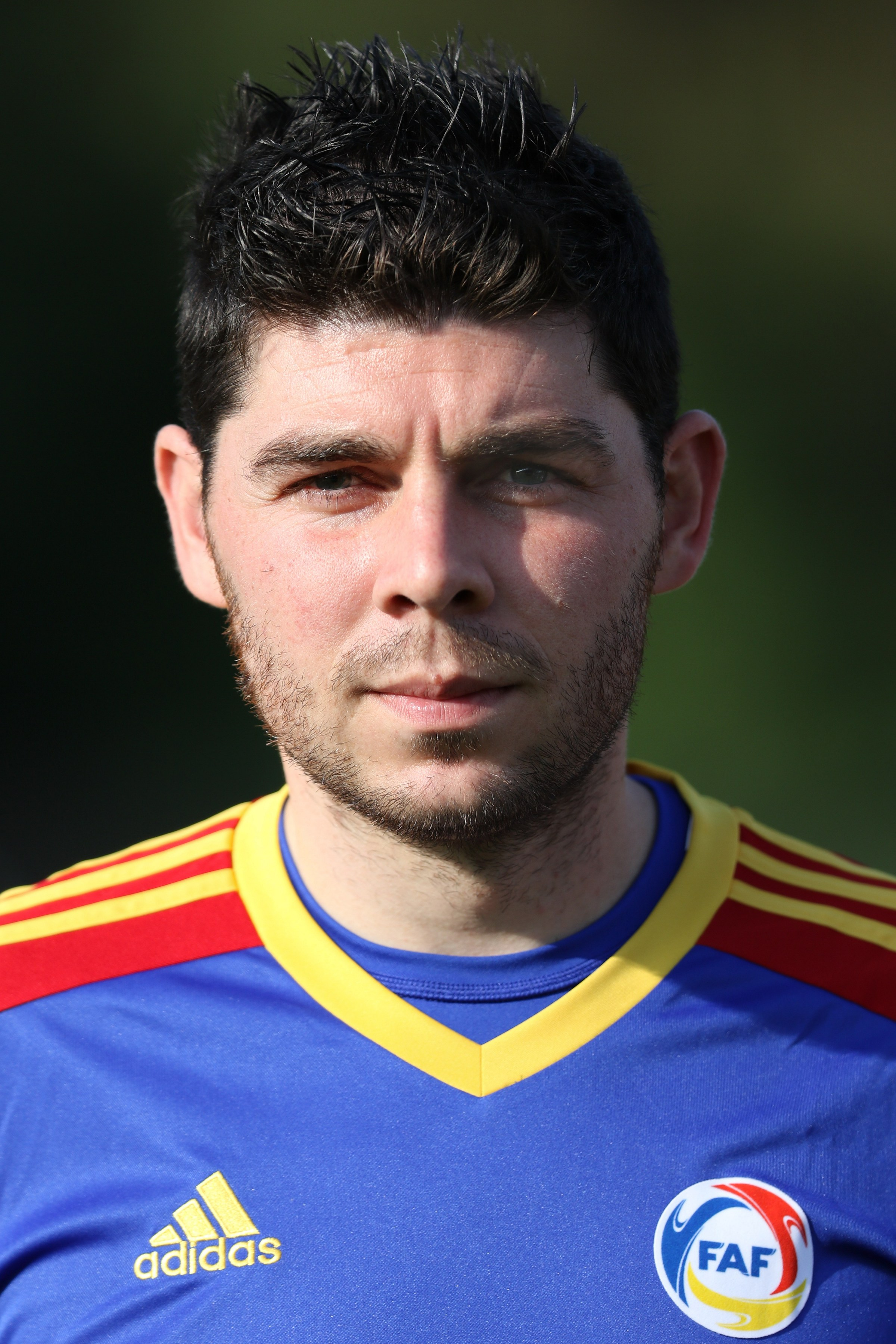
約瑟普·戈麥斯 (2016)

約瑟普·戈麥斯（法語：Josep Gómes；1985年12月3日—）是一位安道爾足球運動員。在場上的位置是守門員。他在2006年首次代表安道爾國家足球隊出場，並且曾經代表安道爾參加世界杯足球賽預選賽。